# F.L. Smidth & Co. familiefilm - 1930-31
|  | Denne artikel er oprettet af botten Steenthbot ud fra en ekstern database. Den kan derfor have sproglige fejl eller mangler. Denne skabelon kan fjernes efter kontrol af indholdet. |

F.L. Smidth & Co. familiefilm - 1930-31 er en dansk dokumentarisk optagelse fra 1931.

## Handling
Privat familiefilm af erhvervsfamilierne omkring F.L. Smidth & Co., grundlagt af ingeniørerne Frederik Læssøe Smidth (1850-1899), Alexander Foss (1858-1925) og Poul Larsen (1859-1935). Familierne kom også sammen privat. Her er de bl.a. Smidth-familiens hus på Amalievej 3 på Frederiksberg og i sommerhuset Skeldal nær Salten Langsø i Midtjylland.

Følgende indholdsbeskrivelse stammer fra filmens originale dåse:

"The Mount, Ealing. Jørgensen kører Sidney i trilllbør (Sidney 6-7 år). Jørgen og Torkild (3-5 år) på Amalievej i sandkassen. Rina, Kay, Per Kampmann Kierulff åbenbart på kongres i en gammel by ved et slot. Med P. Lind sneboldskamp. Myginds på tur i syden med fru Mygind og fru Lindegård. På Skeldal terrace alle mormors børn.
træer fældes. Bror observerer Jørgen, Hans, Sydney, Torkild og Klaus ved brændestablerne."